# لیزنایش
لیزنایش (به آلمانی: Liesenich) یک شهر در آلمان است که در کوخم-تسل واقع شده‌است. لیزنایش ۳۲۶ نفر جمعیت دارد.

## تاریخ
یافته ها نشان‌دهنده حضور اولیه رومی ها در این منطقه است.

## سیاست
شورای شهرداری
این شورا از ۸ نفر تشکیل است که با رای اکثریت تشکیل می‌شود.
شهردار
شهردار لیزنایش کریستن فیشر است.